# Santa Fe, Veracruz
Santa Fe är en ort i Mexiko.   Den ligger i kommunen Tihuatlán och delstaten Veracruz, i den sydöstra delen av landet, 210 km nordost om huvudstaden Mexico City. Santa Fe ligger 63 meter över havet och antalet invånare är 284.
Terrängen runt Santa Fe är platt norrut, men söderut är den kuperad. Runt Santa Fe är det mycket tätbefolkat, med 2 431 invånare per kvadratkilometer. Närmaste större samhälle är Poza Rica de Hidalgo, 7,3 km sydost om Santa Fe. Omgivningarna runt Santa Fe är en mosaik av jordbruksmark och naturlig växtlighet.